# Абдон-Батиста
Абдон-Батиста (порт. Abdon Batista) — муниципалитет в Бразилии, входит в штат Санта-Катарина. Составная часть мезорегиона Серрана. Входит в экономико-статистический микрорегион Куритибанус. Население составляет 2775 человек (на 2006 год). Занимает площадь 235,6 км². Плотность населения — 10,3 чел./км².

## История
Первые поселения в данной местности появились в 1919 году. Муниципалитет образован 26 апреля 1989 года.

## Статистика
- Валовой внутренний продукт на 2003 составляет 16.861.391,00 реалов (данные: Бразильский институт географии и статистики).
- Валовой внутренний продукт на душу населения на 2003 составляет 6.517,74 реалов (данные: Бразильский институт географии и статистики).
- Индекс развития человеческого потенциала на 2000 составляет 0,774 (данные: Программа развития ООН).

## География
Климат местности — субтропический.

## Экономика
Основной вид деятельности населения — сельскохозяйственное производство.